# Изабел Фурман
Изабел Фурман (на английски: Isabelle Fuhrman) е американска актриса. През 2009 г. е номинирана за наградата „Млад актьор“ („Young Artist Award“). Тя е най-известна с ролите си във филмите „Сираче“, „Булевардът на спасението“ и „Игрите на глада“.

## Личен живот и семейство
Изабел Фурман е родена на 25 февруари 1997 г. във Вашингтон, САЩ, но израства в Атланта, Джорджия. Майка ѝ, Елина Фурман (с моминско име Козмиц), която е журналист, имигрира от Москва, СССР през 1989 г. Баща иѝ, Ник Фурман, е кандидат за конгреса от Републиканската партия и бизнес консултант. Изабел има сестра на име Маделин, която е певица и автор на песни. Семейството ѝ се премества да живее в Атланта през 1999 г., след като майка ѝ получава работа в CNN. Понастоящем Изабел и семейството ѝ живеят в Лос Анджелис, Калифорния.

## Кариера
Изабел Фурман започва актьорската си кариера на седемгодишна възраст, след като режисьор от „Cartoon Network“ я забелязва случайно, и я избира за шоуто „Cartoon Fridays“. Дебютът ѝ на голям екран е през 2007 г. във филма „Отровената“, с участието и на Дакота Фанинг. През същата година Изабел Фурман е избрана да изиграе главната роля във филма „Сираче“, в който си партнира с Вера Фармига и Питър Сарсгард.
Изабел има роли в сериалите „Justice“ и „Шепот от отвъдното“, с участието и на Дженифър Лав Хюит. Ролята ѝ в „Шепот от отвъдното“, ѝ донася номинация за награда „Млад актьор“. Участва в комедийни скечове във „Вечерното шоу с Джей Лено“, озвучава шоуто „Cartoon Fridays“ по „Cartoon Network“, появява се в национални реклами на Pizza Hut и веригата универсални магазини „Kmart“.
През 2011 г. Изабел Фурман играе във черната комедия „Булевардът на спасението“. Тя е част от актьорския състав при премиерата на филма на кинофестивала „Sundance“, останалите актьори от филма са Пиърс Броснан, Мариса Томей, Дженифър Конъли и Ед Харис.
През 2012 г. Изабел участва във филма „Игрите на глада“. Първоначално тя участва на прослушване за главната роля, персонаж на име Катнис Евърдийн, но е твърде млада и получава друга роля, а за ролята на Катнис Евърдийн е избрана Дженифър Лорънс.
Изабел е избрана да изиграе малка роля във филма с Уил Смит „Земята: Ново начало“, но при излизането на филма на голям екран през 2013 г. нейната роля е изрязана. През 2012 г. Изабел Фурман е избрана да вземе участие в римейка на филма от 1977 г. „Суспирия“, но по-късно е обявено, че заради съдебни спорове филмът ще бъде забавен или снимките по него ще бъдат прекратени. През 2013 г. участва във филма „Лечителят“.

## Избрана филмография
- „Justice“ (сериал, 2006)
- „Отровената“ (2007)
- „Шепот от отвъдното“ (сериал, 2008)
- „Сираче“ (2009)
- „Децата на царевицата“ (глас, 2009)
- „Шоуто на Кливланд“ (анимация – глас, 2009)
- „Приключенията на Сами“ (анимация – глас, 2010)
- „Цялата истина“ (сериал, 2011)
- „Булевардът на спасението“ (2011)
- „Игрите на глада“ (2012)
- „Приключенията на Сами 2“ (анимация – глас, 2012)
- „Hitman: Absolution“ (видеоигра – глас, 2012)
- „Лечителят“ (2013)
- „Време за приключения“ (анимация – глас, 2013)
- „Майстори на секса“ (сериал, 2015)